# BMW S85

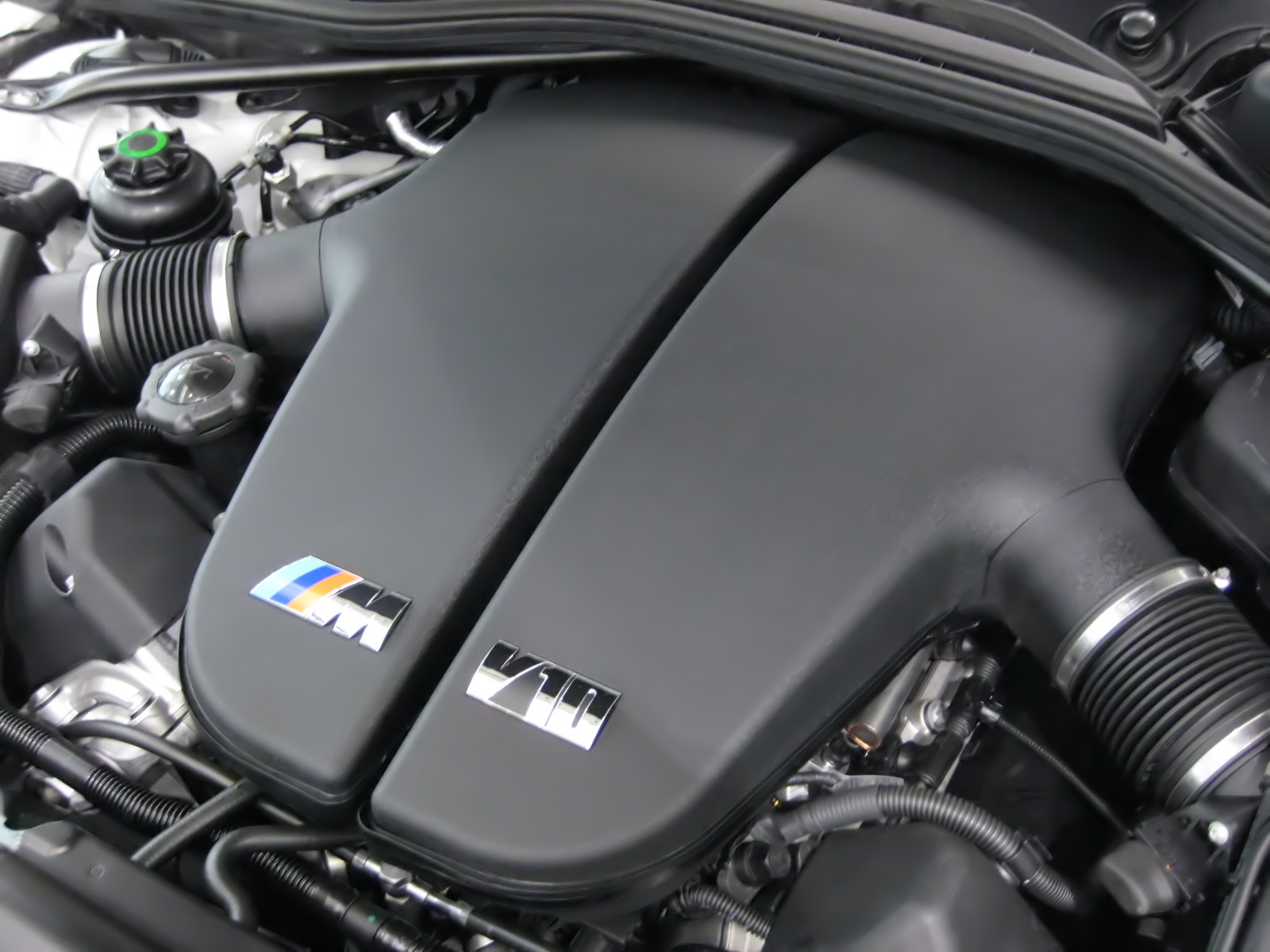
S85B50

Der BMW S85 ist ein V10-Saugmotor mit 40 Ventilen, der im E60/E61 M5 und E63/E64 M6 verbaut wurde. Bei der Konstruktion flossen einige Inspirationen des Formel-1-V8-Motors (P86) des BMW Sauber F1-Rennwagens mit ein. Der Motor löste den S62-Motor aus dem Vorgänger-M5 (E39) ab.
Das S85-Aggregat war Basis für die Entwicklung des S65-V8-Motors des 2008er BMW M3. Dieses Aggregat ist im Prinzip ein S85, dem zwei Zylinder subtrahiert wurden und besitzt keinerlei Verwandtschaft mit den anderen S60er V8-Motoren BMWs.

## Technologie

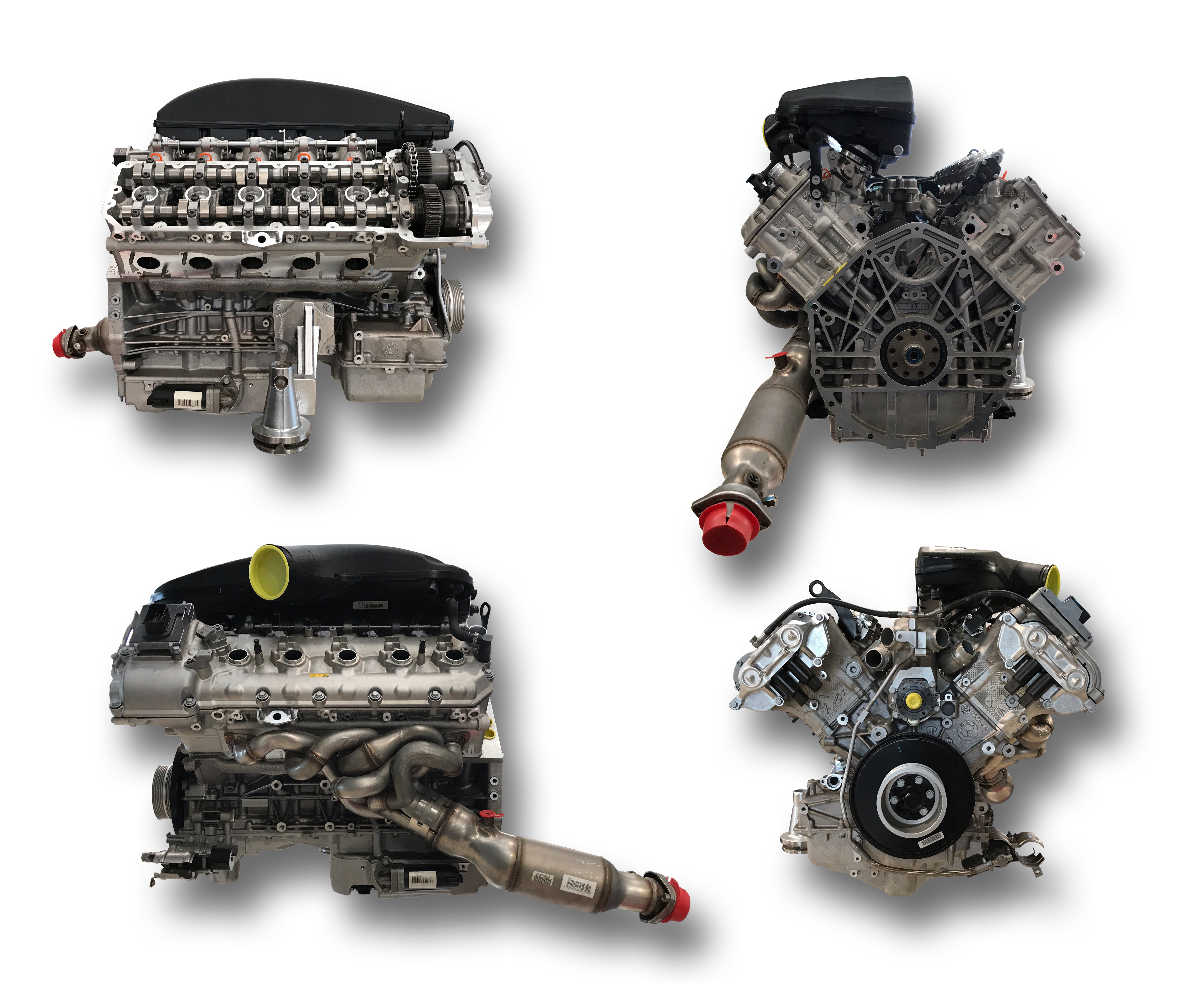
Vier-Seiten-Ansicht des BMW V10

Der S85 bzw. S85B50 ist ein Hochdrehzahl-Motor, geschaffen um viel Leistung aus einer großen Bandbreite von Drehzahlen herauszuholen. So beträgt seine Maximaldrehzahl 8250 min−1, er erreicht über 74 kW (100 PS) pro Liter Hubraum und hat ein sehr hohes Verdichtungsverhältnis von 12,0:1, was den S62-Motor des vorhergehenden M5 mit 11,5:1 übertrifft. Der Motor leistet über 74 kW mehr als der Vorgänger BMW S62, bei nur minimal höherem Gewicht.
- 5-Liter-V10-Zylinder-Saugmotor mit 90° Zylinderwinkel
- Vier obenliegende Nockenwellen
- Vier Ventile pro Zylinder
- 10 Einzeldrosselklappen mit elektronischer Drosselklappenregelung (EDR)
- M-Hochdruck-Doppel-VANOS (Details siehe unten)
- Ionenstrom-Klopfregelung (Details siehe unten)
- Hydraulischer Ventilspielausgleich mit Tassenstößeln
- Dreiwegekatalysator
- On-Board-Diagnose
- Querkraft-geregelte Ölversorgung (Quasi-Trockensumpf)
- Geschmiedete Kurbelwelle mit fünf Hubzapfen,  Zündwinkel 90°/54°
- Geschmiedete und gecrackte Trapezpleuel aus 70MnVS4-Stahl[1]
- Kurbelgehäuse in Bedplate-Technik hergestellt (Details siehe unten)
- Zündfolge 1-6-5-10-2-7-3-8-4-9

### VANOS
Der Motor verfügt über eine variable Nockenwellenverstellung für Einlass- und Auslassnockenwellen, welche die Ventilsteuerzeiten kennfeldgesteuert stufenlos verändern kann, was zu einer besseren Zylinderfüllung in allen Last- und Drehzahlbereichen führt. Dies bedeutet mehr Leistung, verbesserter Drehmomentverlauf sowie gutes Ansprechverhalten, Verbrauchsreduzierung und schadstoffärmere Abgase.

### Ionenstrommessung
Der Einsatz herkömmlicher Klopfsensoren wurde von den Motorkonstrukteuren als kritisch betrachtet. Um bei den hohen Drehzahlen dieses Motors zuverlässig Klopftendenzen erkennen zu können, wurde  die Ionenstrommessung verwendet, die von Saab für deren „Trionic“ Motorsteuerung entwickelt wurde. Hier wird zwischen den Zündvorgängen eine Spannung von 400 V an die Zündkerzen angelegt. Die Messung des Stromflusses gibt Aufschluss über Druck, Temperatur und Ionen-Dichte. Stromspitzen sind ein Anzeichen für unkontrollierte Verbrennungsvorgänge. Diese Spitzen werden herausgefiltert, gezählt und bei Vorliegen bestimmter Kriterien als Klopfindikatoren bewertet. Mit dieser Technik kann der Motor mit der hohen Verdichtung von 12:1 arbeiten, was den Kraftstoffverbrauch senkt sowie Drehmoment und Leistung erhöht.

### Gusstechnik
BMW setzte bei diesem Motor erstmals eine Bedplate-Konstruktion in einem serienmäßigen V-Motor ein. Das Aluminium-Bedplate mit Grauguss-Inlays gewährleistet eine sehr exakte Kurbelwellenlagerung, speziell hält es das Hauptlagerspiel über den gesamten Betriebstemperaturbereich in engen Grenzen. Die Grauguss-Inlays reduzieren dabei die starke Wärmeausdehnung des Aluminiumgehäuses. Damit sie eine formschlüssige Verbindung mit dem umgebenden Aluminiumrahmen eingehen können, wurden sie mit Durchbrüchen versehen. Gleichzeitig trägt diese Konstruktion dazu bei, die akustischen Anforderungen an den Motor zu erfüllen.

## Daten
| Motortyp | Hubraum         | Bohrung × Hub | Verdichtung | Leistung bei 1/min       | Drehmoment bei 1/min | Maximaldrehzahl | Jahr      |
| -------- | --------------- | ------------- | ----------- | ------------------------ | -------------------- | --------------- | --------- |
| S85B50   | 5,0L (4999 cm3) | 92 × 75,2 mm  | 12,0:1      | 373 kW (507 PS) bei 7750 | 520 Nm bei 6100      | 8250 min−1      | 2005–2010 |

## Verwendung
- BMW M5
- BMW M6
- Fisker Latigo CS V10
- Hartge H50
- Wiesmann GT MF5
- Wiesmann Roadster MF5
- Veritas RS III

## Auszeichnungen
Der S85B50 wurde 2005 zum ersten Mal beim International Engine of the Year-Award nominiert und gewann auch in den folgenden Jahren in verschiedenen Kategorien:
- International Engine of the Year (2005 und 2006)
- Best Performance Engine (2005, 2006 und 2007)
- Best New Engine (2005)
- Best Above 4.0 Litre (2005, 2006, 2007 und 2008)